# Yann Aurel Bisseck
Yann Aurel Ludger Bisseck (* 29. listopadu 2000) je německý fotbalista, který hraje jako obránce za Inter Milán a německou reprezentaci.

## Klubová kariéra
Bisseck debutoval za 1. FC Köln proti Hertha BSC dne 26. listopadu 2017, bylo mu 16 let.
Dne 17. ledna 2019 byl poslán na hostování do Kielu. Z Kölnu byl poté na hostování v Rodě, Vitórii a AGF. Dne 27. října 2021 AGF potvrdilo, že klub s ním smlouvu do června 2026, která vstoupila okamžitě v platnost.

### Inter Milán
Dne 12. července 2023 Bisseck přestoupil do Interu Milán na základě smlouvy do roku 2028.
Bisseck debutoval za Inter proti Monze. Dne 23. prosince 2023 vstřelil proti Lecce svůj první gól za klub.

## Reprezentační kariéra
Byl mládežnickým reprezentantem Německa.
Dne 23. března 2025 debutoval za seniorskou reprezentaci.